# Veruschka, poesia di una donna
Veruschka, poesia di una donna,, també coneguda amb el títol de Veruschka, és una pel·lícula italiana del 1971 dirigida per Franco Rubartelli i interpretada per Veruschka.

## Argument
La Vera és una model alemanya que en ple èxit passa per una crisi existencial que la porta a distanciar-se del seu amant i agent. Intenta trobar l'amor de la seva joventut, Michael, refugiant-se a la casa on va créixer a Alemanya. Però aquí també és infeliç i experimenta desitjos de mort, intentant allunyar-se de la realitat a través del consum de drogues. El seu amant se li uneix i la porta de tornada a Itàlia, però la seva recent unió no dura gaire i es torna interrompuda quan la Vera vol escapar de l'èxit. Finalment, els dos es troben una vegada més i just quan sembla haver trobat la resposta a les seves angoixes interiors, els dos moren en un accident de cotxe.

## Repartiment
- Veruschka: Vera
- Luigi Pistilli
- Elsa Asteggiano
- Bruno Boschetti: Michael
- Maria Cumani Quasimodo
- Gianni Di Luigi
- Quinto Gambi: Autostopista
- Mirella Pamphili
- Eugenio Prando
- Nadia Riccioli
- Silvana Venturelli
- Mario Magrone

## Producció
Franco Rubartelli era a l'època de la pel·lícula parella de la coneguda model protagonista de la pel·lícula, gràcies a les seves fotos, de fet, Veruschka havia arribat al cim de la fama.

## Distribució
La pel·lícula es va estrenar a Itàlia el 2 d'abril de 1971. En vídeo domèstic, la pel·lícula només es va distribuir en VHS amb una proporció d'imatge de 4:3 als anys vuitanta per Creazioni Home Video (CHV), desapareixent més tard tant del vídeo domèstic com de la televisió. Mai s'ha publicat en cap format digital.

## Crítica
| «              | Refinaments formals sobreabundants, guió trastornat, diàlegs que voregen les psicologies ridícules i descabellades. | » |
| — Il Morandini | |   |

## Banda sonora
La banda sonora de la pel·lícula va ser composta per Ennio Morricone i interpretada per Edda Dell'Orso. La banda sonora completa de la pel·lícula només es va publicar per primera vegada l'any 1995 en CD per Point Records, i inclou 14 temes. Posteriorment va ser reeditada diverses vegades en CD i LP per Easy Tempo, GDM i Dagored, amb major nombre de temes, de 21 a 24. Abans de l'edició en CD de 1995, només el tema del títol de la pel·lícula havia aparegut en algunes recopilacions i col·leccions d'Ennio Morricone.